# KILI
KILI is een Amerikaanse non-profit radiozender die de Lakota-volken in de reservaten Pine Ridge, Cheyenne River en Rosebud bedient. De zender is daar te beluisteren op de frequentie 90.1 FM. KILI zendt uit vanuit Porcupine in het Pine Ridge Indian Reservation in South Dakota. Dankzij een relais in Rapid City (88.7 FM) bereikt KILI ook een stedelijk publiek. De radio is tweetalig (Lakota en Engels) en combineert eclectische muziek met lokale verslaggeving en uitzendingen van lokale bestuursvergaderingen.
Over KILI en het leven op het Pine Ridge-reservaat werd de Zwitserse documentairefilm No More Smoke Signals (2008) gemaakt.

## Geschiedenis
KILI werd in 1983 opgericht – 1979 volgens Dan Baum van de Los Angeles Times – door activisten van de American Indian Movement. Zij wilden de taal en tradities van de Oglala Lakota Nation in leven houden en informatie uitzenden die naar hun mening mogelijk verborgen werd door de raad van het volk. Daarmee was KILI de eerste radiozender onder eigendom van inheemse Amerikanen. De eerste uitzending was op 25 februari 1983 toen presentator Calvin Two Lance een toespraak hield in Lakota en Engels.
Op 6 mei 1992 kwam de gemeenschap in opstand tegen Tom Casey, de in augustus 1990 aangestelde blanke manager van de zender. Er werd geprotesteerd door tipi's te plaatsen op de butte waar de zender gevestigd is, om te voorkomen dat Casey het gebouw kon betreden. Volgens de demonstranten was Casey er verantwoordelijk voor dat de zender de focus verlegde van inheemse cultuur en kwesties naar rock-'n-roll en projecten om de reservaten te ontwikkelen. Tevens zouden onder zijn management populaire presentatoren ontslagen zijn. De protesten hielden maanden aan.
In april 2009 werd de zendmast getroffen door bliksem. De zender was hierdoor weken uit de lucht. Vanwege het feit dat KILI het enige medium is dat de inwoners van de reservaten in noodgevallen of tijdens rampen van informatie kan voorzien, kreeg de zender $46.000 van de staat voor een nieuwe mast.
Op 25 februari 2016 werd de 33e verjaardag van de zender gevierd met een open dag.
Op 17 april 2020 werd de butte waar de zender gevestigd is getroffen door een grasbrand. De brand werd veroorzaakt doordat een inwoner afval verbrandde en daarbij de controle over het vuur verloor. Het gebouw waarvandaan uitgezonden wordt, bleef gespaard.